# Nogometno društvo Gorica
Nogometno društvo Gorica, krajše ND Gorica, je slovenski nogometni klub iz Nove Gorice. Ustanovljen leta 1947. Klub je štirikrat osvojil naslov državnega prvaka, trikrat Pokal Slovenije in enkrat SuperPokal Slovenije.

## Zgodovina

### Začetki goriškega nogometa
Prvi zametki oz. korenine današnjega Nogometnega društva GORICA segajo v jesen leta 1947, ko so se takoj po vrnitvi Primorske k matični domovini, klubi iz sosednjih Bilj, Mirna in Šempetra združili v Fizkulturno, kasneje Telovadno, društvo Gorica, ki je svoj dom imelo na igrišču za šempetrsko bolnico. V prvih letih delovanja so znotraj novoustanovljenega društva razvijali tudi košarko, kolesarstvo, atletiko in hokej na betonu. Vzporedno z društvom v Šempetru so se bolj dejavno z nogometom ukvarjali tudi v Solkanu. Začetki tamkajšnjega dogajanja segajo že v leto 1918, ko je bil ustanovljen klub z imenom Volga, ki se je po drugi svetovni vojni preimenoval v NK Branik.

### Slovenski prvaki 1955
Prvi vidnejši uspeh novega društva iz Šempetra, ki je v petdesetih letih nosil imeni Železničar ter ŽNK Nova Gorica, sega v sezono 1954/55, ko so prvič postali slovenski prvaki. Po osvojenem naslovu v zahodnem delu tedanje slovenske lige so se v finalu pomerili z Rudarjem iz Trbovelj. Po visokem porazu z 1:4 na prvem srečanju, so na drugem pred več kot dva tisoč gledalci v Šempetru, z izjemno igro presenetili in se veselili s 5:1. Osvojitev naslova slovenskih prvakov je pomenil napredovanje v slovensko-hrvaško ligo, ki je bila v rangu kasnejše druge zvezne lige. Nastopanje med jugoslovanskimi klubi je društvo precej izčrpalo. Na mestu prvega trenerja je s kratkimi vmesnimi prekinitvami kar trinajst sezon zdržal Edko Koglot, med igralci pa so v tistem obdobju svoj pečat med drugimi pustili Ivan Markič – Biča, Vlado Korpar in vratar Igor Pignatari.

### Preselitev v mesto vrtnic
Pomembno zgodovinsko prelomnico predstavlja leto 1963, ko je prišlo do preselitve kluba iz Šempetra v Novo Gorico, na takrat še povsem neurejen stadion v Športnem parku. Istočasno se je šempetrski klub združil s solkanskim Branikom, novo društvo pa si je nadelo ime NK Nova Gorica. Do slovenske samostojnosti leta 1991 je Goriško moštvo vseskozi, z redkimi izjemami, ko so dvakrat za kratek čas izpadli v drugo ligo, nastopalo prvi slovenski ligi, ki je bila ob rednih spremembah tekmovalnih sistemov tretje oziroma četrto razredno tekmovanje v okviru nekdanje Jugoslavije. Najboljši dosežek je Vozilom, kot se je v obdobju 1971-1991 imenoval klub, uspel z drugim mestom v sezoni 1968/69. Člani sijajne generacije Dean Mavrič, kasnejši predsednik in športni direktor kluba, Damjan Marušič in Darko Gulin, so bili v tistem času tudi člani slovenske republiške reprezentance. V zadnjem obdobju skupne države velja omeniti dosežek iz sezone 1987/88, ko jih je tvorec največjih novodobnih uspehov Pavel Pinni popeljal do tretjega mesta. Primorsko nogometno čast sta s sijajnimi nastopi ob koncu osemdesetih let branila Koper, ki je prvak Slovenije postal 1985 in 1988 ter Izola, najboljša v letu 1990.

### Korak v novo smer
Največji zasuk za celoten slovenski nogomet je nastopil z osamosvojitvijo leta 1991. Nogometna zveza Slovenije in klubi so imeli pred seboj svetlejšo, a hkrati negotovo prihodnost. Goriški nogometaši, takrat pod imenom SAOP Gorica, so v prvem prvenstvu samostojne Slovenije zaostali za Olimpijo, Mariborom in Izolo ter med 21 ekipami zasedli zelo dobro četrto mesto. Poleg nosilcev igre Bratkiča, Debenjaka, Zupana in Hledeta se je s 25 zadetki najbolj izkazal napadalec Miloš Breznikar. Prvo odmevno uvrstitev je Gorica, ki ji od leta 1993 ob strani vseskozi stoji domače turistično-igralniško podjetje Hit, d.d., zabeležila v sezoni 1994/95, ko je osvojila tretje mesto. Že v naslednji sezoni so se ljubitelji nogometa na Goriškem veselili prvega naslova državnih prvakov.

### Prvi naslov državnih prvakov 1996
Ekipa je bila skorajda nova, na trenerski stolček je sedel Milan Miklavič, do tedaj zelo cenjen strokovnjak v Avstriji, in prvi naslov je bil tu. Hit Gorica je tako po štirih zaporednih uspehih prekinila niz ljubljanske Olimpije. Vratar Mavrič, igralci Srebrnič, Radovanović, Madon, Debenjak, Jermaniš, Demirović, Valentinčič, Vulič, Protega in ostali so izborili prvi nastop za modro-bele v evropskih pokalih. Zaradi sprememb tekmovalnega sistema, ki ga je evropska nogometna zveza Uefa vpeljala prav tisto leto, je Gorica namesto v kvalifikacijah za Ligo prvakov nastopala v Pokalu Uefa, kjer pa je bil skopski Vardar (0:1, 1:2) uspešnejši. Sredi devetdesetih let je bilo precej drugačno tudi vzdušje. Ob skromnejši infrastrukturi so bile napetosti med najboljšimi in sosednjimi klubi veliko večje. V anale bodo šli predvsem lokalni derbiji s Primorjem, ki si jih je ob strastnem navijanju obeh skup redno ogledalo preko tri tisoč gledalcev. V štirih naslednjih letih so bili vedno uvrščeni tik pod vrh lestvice, dvakrat drugi in dvakrat tretji. V letih 2001 in 2002 je bila Hit Gorica zmagovalec pokala Slovenije.

### Presenetljivi državni prvaki 2004
Po umiku družbe Hit, d. d. z mesta generalnega pokrovitelja kluba, se je kalvarija okrog vodstva kluba, ki je trajala kar leto dni, nekako vendarle razpletla. Igralci in trenerji so bili preusmerjeni na društvo Mladi nogometaš Gorica, kjer je imela prva ekipa vse tekmovalne pravice za 1. SNL. Z namenom, da se finančno loči poslovanje profesionalnega moštva, pa je bilo v juniju 2003 ustanovljeno Nogometno društvo Gorica. Novo vodstvo se je pred senzacionalno sezono 2003/04 obrnilo k politiki uveljavljanja mladih domačih igralcev, ki je bila povsem drugačna od običajnih in prva v našem prostoru. Vsi so v en glas zatrjevali, da je njihov cilj uvrstitev med šestim in osmim mestom. K previdnejšim napovedim jih je napeljevala predvsem zavest o mladosti moštva ter slabe izkušnje iz bližnje preteklosti. Ekipa je štela 24 igralcev, kar 17 pa jih je bilo iz domače regije. Povsem nepričakovano, z igro in pristopom pa še kako zasluženo, so si modro-beli z zmago nad Koprom (2:0) v zadnjem krogu priborili drugi naslov državnih prvakov. Kot leta 1996, ko so prekinili niz štirih zaporednih naslovov Olimpije, so maja 2004 prekinili sedemletno nadvlado Maribora. V moštveni duh so se povsem prelili Pirih, Srebrnič, Kokot, Ranič, brata Kovačevič, Šabec, Puš, Živec, Rodić, Šturm in ostali.

### Pokal UEFA
Po dolgih letih čakanja in nekaj uspešnih nastopov v tekmovanju za Pokal Uefa, ko so v Športnem parku med drugim gostili Romo, Club Brugge in Panathinaikos, je bil spopad z evropsko klubsko elito pred vrati. Goriški klub je prvič v svoji zgodovini nastopal v kvalifikacijah za sanjsko Ligo prvakov. V prvem krogu je suvereno odpravil estonskega prvaka Floro iz Tallinna, nakar se je odvila neverjetna danska pravljica. Na prvi tekmi drugega kroga je bil Danski prvak FC Copenhagen še za odtenek boljši, na povratnem srečanju pa je Gorica bržčas odigrala svojo najboljšo tekmo v zgodovini in kar s 5:0 popolnoma nadigrala favorizirane Dance. V tretjem predkrogu je bil francoski Monaco, ki je leto pred tem igral celo v finalu lige prvakov, premočan.

### Državni prvaki 2005 in 2006
V sezono zatem so prvaki vstopili kot veliki favoriti. Za seboj so imeli lepo evropsko izkušnjo, kader je ostal skoraj nespremenjen, iz mladinskih pogonov so prišli novi mladi, obetavni fantje. Po ponovni osvojitvi naslova, se je na ob najbolj nepravem trenutku zgodil zdrs, ki ima še vedno grenak priokus. Evropa, ki se je goriškim fantom leto prej predstavila v sijoči luči, je ob bolečem porazu v Tirani, dobila črn madež. Ekipa z Birso, Burgičem in ostalimi vzhajajočimi talenti slovenske scene se je pobrala in, sicer nekoliko težje kot pred tem, osvojila še tretje prvenstvo zapored. Lanski poletni prestopni rok je pomenil skoraj popolno razprodajo igralcev, ki so postali plen bogatejših, zahodnih klubov. Evropska pot se je zaustavila pri še enem uglednem klubu, Steaui iz Bukarešte. v lanski sezoni so se po petih letih razšli z režiserjem največjih uspehov trenerjem Pavlom Pinnijem. Ob koncu so se veselili drugega mesta v prvenstvu. Jubilejno šestdeseto tekmovalno leto se ni začelo najbolje, a bo časa za izboljšanje dosežkov še dovolj.

### Mladinska šola kot temelj bodočnosti
Uspehi niso le rezultati, uspeh je mladinska šola z več kot 400 nogometaši, ki redno trenirajo, uspeh je nova infrastruktura v Športnem parku, nova vadbena površina ob Kornu, dve igrišči z umetno travo in nenazadnje je uspeh tudi ugled, ki ga kot nogometni klub uživamo v Sloveniji in po vsej Evropi je ob 60. obletnici zapisal Viljem De Brea, ki ND Gorici predseduje že od leta 2002 in se bo zapisal kot vodja kluba ob osvojitvi treh državnih naslovov 2004-2006. Pred njim so se v uspešnem obdobju zadnjih 14 let od leta 1993 zvrstili Darko Likar, Danilo Kovačič, predsednik ob prvem državnem naslovu leta 1996, Branko Tomažič, predsednik ob pokalnem naslovu 2001 in Črtomir Špacapan, predsednik ob pokalnem naslovu 2002.
Izpostaviti moramo za slovenske razmere zgledno urejenost in poslovanje tako Nogometnega društva Gorica kot društva Mladi nogometaš Gorica, pod okriljem katerega vadi okrog 450 otrok vseh starostnih kategorij. S postavitvijo umetne razsvetljave februarja 2003 in nedavnim pokritjem tribune, so tudi pogoji za nadaljnje uspešne nastope goriških nogometašev zagotovljeni.

## Zanimivosti

### Najdaljši igralski status
V šestdesetih letih delovanja je v majici Goriškega kluba je največ sezon nastopal Sandi Bratkič, ki je med leti 1976/77 in 1993/94 zbral kar 17 aktivnih sezon. Z eno manj mu sledi Florjan Debenjak, 14 let pa sta v mestu vrtnic igrala Vitko Uršič in Miran Srebrnič. 13 jih je zbral Peter Trampuž, 12 pa Franc Bajt in Vasja Birsa.
V šestnajstih sezonah slovenskega državnega prvenstva je največ tekem odigral legendarni kapetan Miran Srebrnič (399). Sledijo mu Florjan Debenjak (310), vratar Borut Mavrič (220), Vili Bečaj (174), Aleš Kokot (165) in Elvis Ribarič (165). Strelsko se je najbolj izkazal nekdanji športni direktor Novica Nikčević s 44 doseženimi zadetki. Miloš Breznikar jih je dosegel šest manj, za njim pa so Miran Srebrnič (34), Florjan Debenjak (33), Anton Žlogar (32), po 31 so jih dosegli Vili Bečaj, Enes Demirović in Mladen Kovačevič, pri 30 pa se je zaustavil Miran Burgič. Belo-modri so poleg Maribora in Celja (Publikuma) edini klub, ki je v prvi ligi igral vseh 16 sezon, do letošnje pa so na 541 tekmah zabeležili 254 zmag, 148 remijev in 139 porazov, ob razliki v zadetkih 852:584. Zbrali so 854 točk, kar jih na večni lestvici uvršča na drugo mesto za Mariborom (944) in pred Celjem (723). Primorje je peto (704), Koper pa sedmi (534).

### Ustanovitelji
Oktobra 1947 so bili člani prvega upravnega odbora Fizkulturnega društva Gorica iz Šempetra predsednik Janko Klančič, ki bil na predsedniški funkciji celo desetletje, dr. Franc Derganc, po katerem nosi ime šempetrska bolnišnica, dr. Marjan Zdravlič, Franc Zorn - Joško, dolgoletni tajnik kluba in Andrej Mlekuž. Ob tem velja poudariti še najbolj zaslužnega uradnika Rudolfa Varla, ki je s svojim delom klubu pomagal kar cela štiri desetletja.

### Rekorden obisk
Tako kot razvoj se je tudi obisk tekem belo-modrih skozi obdobja spreminjal. Če je bilo v prvem desetletju in pol v Šempetru veliko zanimanje, saj so imeli prebivalci okoliških vasi klub za svojega, se je odnos spremenil že po selitvi v Novo Gorico leta 1963. Manjkalo je zaledje. Kljub temu pa naj bi bilo največ gledalcev prisotnih maja 1982, ko so se Novogoričani v počastitev 35-obletnice pomerili s splitskim Hajdukom. Ob igrišču se je zbralo čez pet tisoč ljubiteljev nogometa. Po dograditvi glavne tribune stadiona v Športnem parku v letu 1993, pa je bil rekorden obisk zabeležen 1. maja 1996, ko sta se na odločilni tekmi za naslov prvaka pomerili Hit Gorica in Olimpija (2:2). Kljub močnemu nalivu se je zbralo okrog 4.500 gledalcev.

### Evropska tekmovanja
Hit Gorica je prvič nastopila v evropskih pokalih v julija 1996 in do danes zbrala 36 tekem, kjer je devetkrat zmagala. Kar 34 jih je odigral nekdanji kapetan Miran Srebrnič, najboljši strelec pa je s šestimi zadetki Enes Demirović. Največji uspeh sega v leto 2004, ko so s 5:0 premagali FC Copenhagen in se uvrstili na zadnjo stopničko pred Ligo prvakov. Sicer pa so še štirikrat, proti Romi, Panathinaikosu, Osijeku in AEK-ju iz Aten, nastopili v 1. krogu pokala Uefa.

### Goriške vrtnice
Goriške vrtnice so začele cveteti že v letu 1994. Kot organizirana navijaška skupina so se oblikovali 5.3.1995.
V skupino je bilo sprva včlanjenih 40 članov. Z boljšo organizacijo in uspehi se je število članov večalo po zaslugi ustanovitelja in prvega vodje Goriških vrtnic Zvoneta Sosoliča. Po končani sezoni 1995 je skupina dobila svoj statut, disciplinsko komisijo in okrepila vodstvo. Za vodjo je bil izbran Milan Mauntiger.
Sprva se je skupina financirala s samoprivspevki članov, potem pa je na pomoč priskočil klub HiT Gorica in razni sponzorji. Sledila je nabava uniform letnih in zimskih, izdelava šalov, majic, zastavic, blazinic, značk....
Po končani sezoni 1996 je skupina izvolila predsedstvo v katerega sta bila izvoljena Zvone Sosolič in Robi Kogoj, ki uspešno opravljata svoje naloge. Število članov se je povečalo na 65, od tega 17 navijačic. V letošnjem letu smo izdelali svoj koledar, nove šale in uniforme. Udeležujemo se vseh tekem doma in na tujem, sodelujemo z OK Salonit Anhovo in na raznih prireditvah in športnih tekmovanjih.
Geslo naše skupine je »fair« navijanje in sodelovanje s klubom.Zgledno sodelujemo z vsemi navijaškimi skupinami.

## Člansko moštvo

### Ekipa za sezono 2017/18
19 April 2018.
| Št. | Država                  | Položaj | Igralec             |
| --- | ----------------------- | ------- | ------------------- |
| 1   | Slovenija               | GK      | Grega Sorčan        |
| 3   | Slovenija               | DF      | Uroš Celcer         |
| 4   | Slovenija               | DF      | Matija Škarabot     |
| 6   | Slovenija               | DF      | Miha Gregorič       |
| 7   | Slovenija               | FW      | Mark Gulič          |
| 8   | Hrvaška                 | MF      | Marko Tešija        |
| 9   | Nigerija                | FW      | Donatus Edafe       |
| 10  | Slovenija               | FW      | Miran Burgič        |
| 11  | Hrvaška                 | FW      | Andrija Filipović   |
| 12  | Slovenija               | GK      | Uroš Likar          |
| 13  | Združene države Amerike | FW      | Kyrian Nwabueze     |
| 14  | Slovenija               | MF      | Jaka Kolenc         |
| 16  | Slovenija               | MF      | Rok Grudina         |
| 17  | Nigerija                | FW      | Bede Amarachi Osuji |

| Št. |                      | Položaj | Igralec          |
| --- | -------------------- | ------- | ---------------- |
| 18  | Slovenija            | MF      | Rok Bužinel      |
| 20  | Slovenija            | MF      | Dejan Žigon      |
| 23  | Slovenija            | DF      | Tine Kavčič      |
| 24  | Slovenija            | MF      | Jan Humar        |
| 25  | Hrvaška              | DF      | Matteo Tomiček   |
| 26  | Slovenija            | MF      | Amel Džuzdanović |
| 27  | Slovenija            | DF      | Alen Jogan       |
| 29  | Slovenija            | DF      | Jani Curk        |
| 30  | Slovenija            | MF      | Leon Marinič     |
| 42  | Hrvaška              | MF      | Matej Šantek     |
| 43  | Slovenija            | DF      | Žiga Lipušček    |
| 91  | Slovenija            | GK      | Januš Štrukelj   |
| 96  | Slovenija            | FW      | Tilen Nagode     |
| 99  | Bosna in Hercegovina | FW      | Semir Smajlagić  |

Vir: ND Gorica Arhivirano 2016-07-03 na Wayback Machine.

## Dosežki
| ime tekmovanja  | Št. zmag | Sezona                             |
| --------------- | -------- | ---------------------------------- |
| Prva Liga       | 4        | 1995-96, 2003-04, 2004-05, 2005-06 |
| 2. SNL          | 1        | 2021-22                            |
| Slovenski Pokal | 3        | 2000-01, 2001-02, 2013-14          |